# Roald Amundsen
Roald Engelbregt Gravning Amundsen (Borge, 16 juli 1872 – Noordelijke IJszee, rond 18 juni 1928) was een Noorse ontdekkingsreiziger in de poolgebieden. Hij was de eerste mens die de Zuidpool bereikte.
Amundsen werd geboren in Borge (tegenwoordig deel van Fredrikstad, provincie Østfold), even buiten Sarpsborg in het zuidoosten van Noorwegen, in een familie van Noorse scheepseigenaars en kapiteins. Nadat hij onder de indruk raakte van Fridtjof Nansens oversteek van Groenland in 1888 besloot hij om ook ontdekkingsreiziger te worden.

## Eerste expedities

### DeBelgische Antarctische expeditie(1897-1899)
Hij voegde zich als tweede stuurman bij de expeditie (1897-1899), geleid door Adrien de Gerlache. Hun schip, de Belgica, werd het eerste schip dat overwinterde in Antarctica nadat het vastgevroren raakte in het pakijs van de toen nog niet in kaart gebrachte Bellingshausenzee. Aan boord was ook de Amerikaanse dokter en poolreiziger, Frederick Cook. Cook redde waarschijnlijk de bemanning van een wisse dood door scheurbuik, door ze te verplichten vers pinguïn- en zeehondenvlees te eten in plaats van het ingeblikte voedsel dat aan boord was: een belangrijke les voor Amundsens toekomstige expedities. Nog steeds aan boord van de ingesloten Belgica nam Amundsen formeel ontslag als expeditielid omdat hij te weten kwam dat het schip volgens een geheime overeenkomst tussen De Gerlache en zijn opdrachtgevers steeds onder een Belgische gezagvoerder diende te varen. Dat betekende dat hij gepasseerd zou worden door derde stuurman Melaerts. Amundsen, die voor de expeditie afgezien had van enig loon, vatte dit op als een aantasting van zijn eer, en liet in een brief aan De Gerlache weten dat hij zijn rol voortaan beperkt zag tot die van een zeeman aan boord van een vastgevroren schip die zijn lotgenoten als mens behulpzaam diende te zijn.

### DeNoordwestelijke Doorvaart(1903-1906)

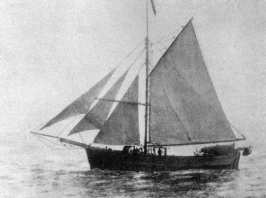
Gjøa

In 1903 vertrok Amundsen als expeditieleider aan boord van de Gjøa om als eerste de volledige noordwestelijke doorvaart te maken. Ze reisden via de Baffinbaai tot bij de noordelijke kust van Alaska waar het schip twee overwinteringen doorstond. Tijdens deze periode bestudeerde hij de noordelijke volkeren. Hij nam al snel hun kledingstijl over en leerde van hen het sleerijden met honden. Het schip verliet de Arctische Archipel op 17 augustus 1905, en op 26 augustus was er een ontmoeting met de Charles Hanson uit San Francisco. De Gjøa raakte echter opnieuw ingevroren, en om het nieuws van de geslaagde doorvaart bekend te maken, reisde Amundsen skiënd en per hondenslee naar de dichtstbijzijnde telegraafpost, zowat 800 kilometer verderop. Een jaar later bereikte zijn schip uiteindelijk de Beringstraat.

## De Zuidpool (1910-1912)

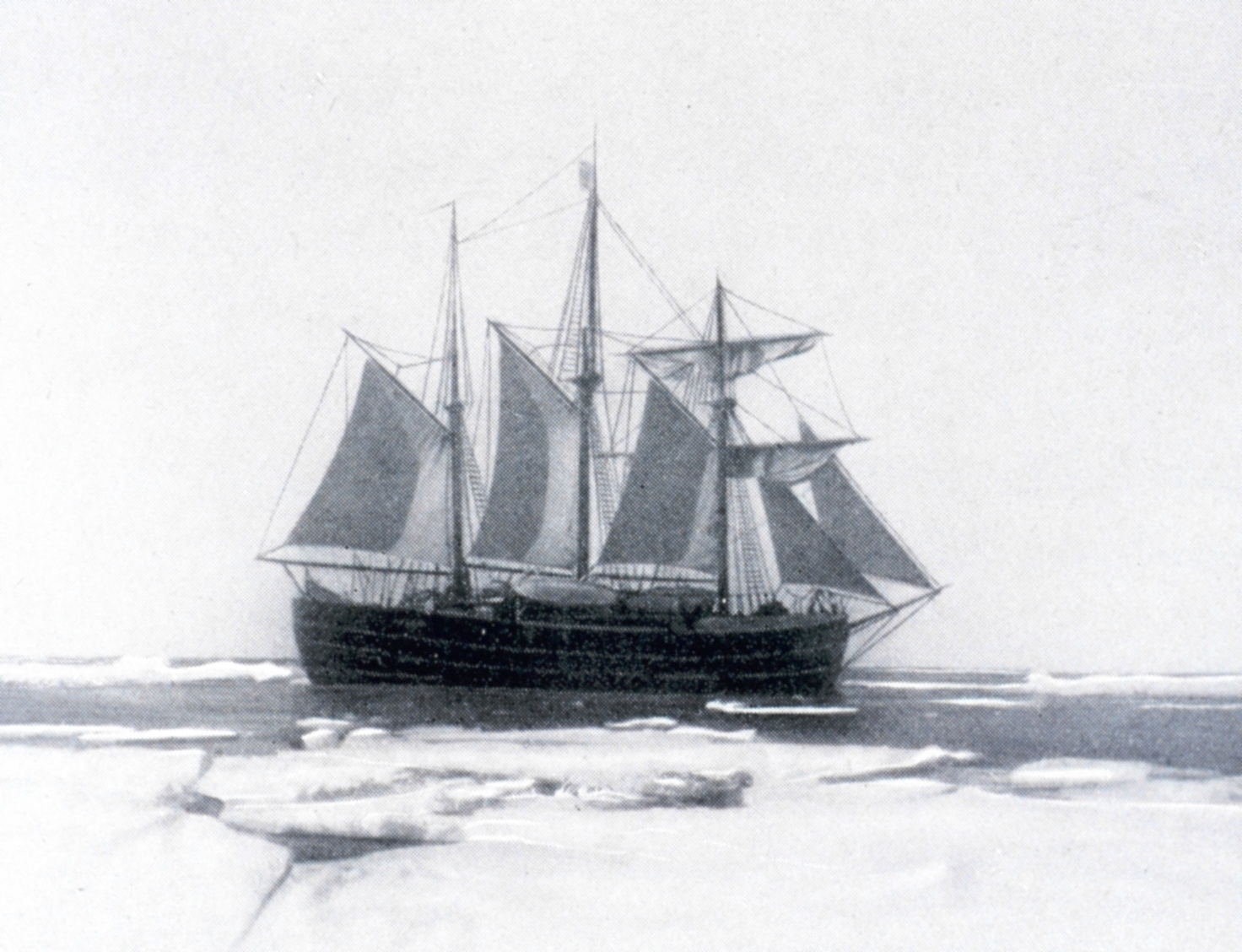
De Fram in het Zuidpoolgebied

### Planning en vertrek naar Antarctica
Vervolgens besloot Amundsen om naar de Noordpool te gaan. Nadat begin september 1909 bekend werd dat Frederick Cook, en enkele dagen later Robert Peary beweerden de Noordpool bereikt te hebben, besefte Amundsen dat de expeditie naar de Noordpool die hij aan het voorbereiden was, zijn belangrijkste reden van bestaan kwijt was. Nog diezelfde maand veranderde hij zijn plannen radicaal en besloot hij naar Antarctica te gaan en een poging te wagen om de Zuidpool te bereiken. Deze koerswijziging hield hij echter geheim, behalve voor enkele ingewijden. De Fram werd voor dit doel als eerste zeeschip uitgerust met een dieselmotor. Pas na zijn vertrek met de Fram in augustus 1910 maakte hij van een tussenstop in Funchal (Madeira) gebruik om zijn expeditieleden op de hoogte te brengen. Hoewel totaal verrast door de mededeling gingen alle expeditieleden akkoord met zijn plan, ook al bood Amundsen hen de mogelijkheid hun contract te verbreken. Zijn broer Leon maakte het nieuws openbaar tijdens een persconferentie in Oslo op 1 oktober, en via een telegram werd ook Robert Falcon Scott verwittigd. De leider van de Britse Zuidpoolexpeditie ontving het nieuws toen hij op 12 oktober aanmeerde in Melbourne, op weg naar Antarctica in een poging om zelf de pool te bereiken. Hij kon aanvankelijk maar moeilijk vatten wat Amundsen precies bedoelde met zijn korte bericht "Beg leave to inform you Fram proceeding Antarctic Amundsen", en het zou nog enige tijd duren voordat hem duidelijk werd dat de tocht naar de pool een wedstrijd zou worden.

### Aankomst en voorbereiding
De Fram voer op 3 januari 1911 het pakijs in en kwam drie dagen later weer in het open water van de Rosszee. Op 11 januari kwam het Ross-ijsplateau in zicht en op 14 januari werd aangemeerd in de Bay of Whales. Amundsen besloot hier zijn uitvalsbasis Framheim te bouwen omdat hij ervan overtuigd was dat het ijs hier op land lag en er dus geen risico op afdrijven bestond. Zijn basis lag op 78°28' ZB, zowat 90 km dichter bij de pool dan de basis van Scott op Kaap Evans in McMurdo Sound, maar deze kon voortbouwen op de bekende route van Ernest Shackleton die in 1909 tot op 150 km van de pool gekomen was. Amundsen zou zijn eigen weg moeten vinden door het Transantarctisch Gebergte.
Eind januari was de basis volledig klaar en startte de voorbereiding van de pooltocht, die gepland was na de winter. In de ochtend van 4 februari kwam er onverwacht bezoek: de Terra Nova, het expeditieschip van Scott, die ondertussen zelf op zijn basis aan de slag was, deed de baai aan in de hoop er onder leiding van Victor Campbell aan land te gaan om het nog onbekende King Edward VII Land te kunnen verkennen. Het zicht van de Fram en de Noorse expeditie sloeg de Britten met verbazing: zij hadden tot dan toe geen idee gehad van Amundsens precieze plannen, en zagen nu hoe hun directe concurrent zich een uitstekende uitgangspositie had verworven. Na wederzijdse bezoeken aan boord en een bezoek aan Framheim, voer de Terra Nova terug naar McMurdo Sound om Scott op de hoogte te brengen.
Tijdens de resterende twee zomermaanden werden vanaf de basis drie voedseldepots aangelegd op 80, 81 en 82° zuiderbreedte. Zowel de route tot 82° als de depots zelf werden volgens een precies systeem bewegwijzerd, zodat ze ook bij slechte zichtbaarheid makkelijk terug te vinden zouden zijn.
De overwintering in de hut werd gebruikt om de uitrusting systematisch aan te passen in functie van de ervaringen opgedaan tijdens de depottochten. Oscar Wisting maakte nieuwe, lichtere tenten met ingenaaid grondzeil en een enkele centrale tentstok, om het opzetten bij sterke wind mogelijk te maken. De oorspronkelijk witte stof werd zwart gekleurd om de zichtbaarheid te vergroten, de ogen rust te gunnen en de zonnewarmte beter vast te houden. Het gewicht van de standaard sleden werd van 50 kg tot 35 kg teruggebracht en drie extra lichte sleden van 24 kg werden ter plekke gemaakt door Olav Bjaaland. Van vijftig sledekisten werd per stuk 3 kg afgeschaafd en voorzien van een opening bovenaan, zodat proviand en materiaal direct bereikbaar werden en de tijd en energie nodig om de kisten te lossen en laden onderweg uitgespaard werden. De skibindingen werden demonteerbaar gemaakt opdat de honden de hielriemen niet zouden opeten.

### Tocht naar de zuidpool

De routes van Amundsen (rood) en Scott (groen) naar de zuidpool

Amundsen begon zijn tocht naar de geografische zuidpool op 8 september 1911 samen met zijn zeven expeditieleden. Al snel na de start daalde de temperatuur tot onder −50 °C en zag hij zich gedwongen terug te keren om beter weer af te wachten. De te vroege en mislukte start gaf op de basis opnieuw aanleiding tot openlijke kritiek op Amundsen door Hjalmar Johansen en Kristian Prestrud die zich op de overhaaste terugreis aan hun lot overgelaten hadden gevoeld. Amundsen besliste daarop die twee niet langer mee te nemen naar de pool en eiste van alle anderen apart en in het geheim een eed van trouw aan hem. Het was nu wachten op beter weer voor een nieuwe poging.
Op 19 oktober vertrok hij met vier teamleden, Olav Bjaaland, Helmer Hanssen, Sverre Hassel en Oscar Wisting. Elk van zijn teamleden had een slede getrokken door 13 honden. De route liep pal zuid over het Ross-ijsplateau. Al na vier dagen bereikten ze, ondanks slecht zicht en moeilijk terrein, het depot op 80°. Daar werden de sleden volgeladen en werd twee dagen rust gehouden. Op 3 november werd het laatste vooraf aangelegde depot op 82° gehaald en op 15 november stonden ze op 85° ZB aan de voet van het Transantarctisch Gebergte. Terwijl Amundsen voor de tocht over het Ross-ijsplateau kon teren op de ervaringen van eerdere expedities en zijn eigen depottochten, stond hij nu voor volledig onbekend terrein. Hij koos voor een route over de gletsjer die vrijwel vlak voor hen lag op de directe route naar de pool, die hij naar een van zijn belangrijkste sponsors de Axel Heiberggletsjer noemde. In vier dagen klaarden ze de klus en op 21 november bereikten ze het Antarctisch Plateau. Boven gekomen werden, zoals vooraf gepland, in het kamp 24 honden gedood om de overblijvende dieren voedsel te verschaffen. Op 25 november begon de tocht over de hoogvlakte, maar sneeuwstormen en bijzonder slecht terrein vertraagden de voortgang. Op 7 december sneuvelde het record van 88°23' ZB dat Ernest Shackleton in 1909 had neergezet, waarna op 14 december met de zestien overblijvende honden de pool zelf bereikt werd.
Om zeker te zijn van zijn zaak nam Amundsen drie dagen de tijd om de nodige astronomische metingen te doen om de precieze plaats te bepalen. Bovendien liet hij zijn metgezellen extra tochten maken om de poolzone verder af te bakenen. Bij zijn vertrek, drie dagen later, liet hij in een reservetent, samen met enige uitrusting, een bericht achter voor Scott met de vraag een in de tent achtergelaten brief gericht aan koning Haakon VII mee te nemen. Dit deed hij uit voorzorg voor het geval dat zijn terugtocht fataal zou aflopen. De brief werd later gevonden bij het lichaam van de overleden Scott. De terugtocht, nu meestal met rugwind en over een goed bebakende route, werd voltooid in 42 dagen (tegen 56 voor de heenreis) en leverde geen noemenswaardige problemen op. Op het Ross-ijsplateau werd soms tot 34 zeemijl (±63 km) per dag afgelegd. Om 4 uur 's morgens op 25 januari was het gezelschap terug in Framheim.

### Terugreis met deFram

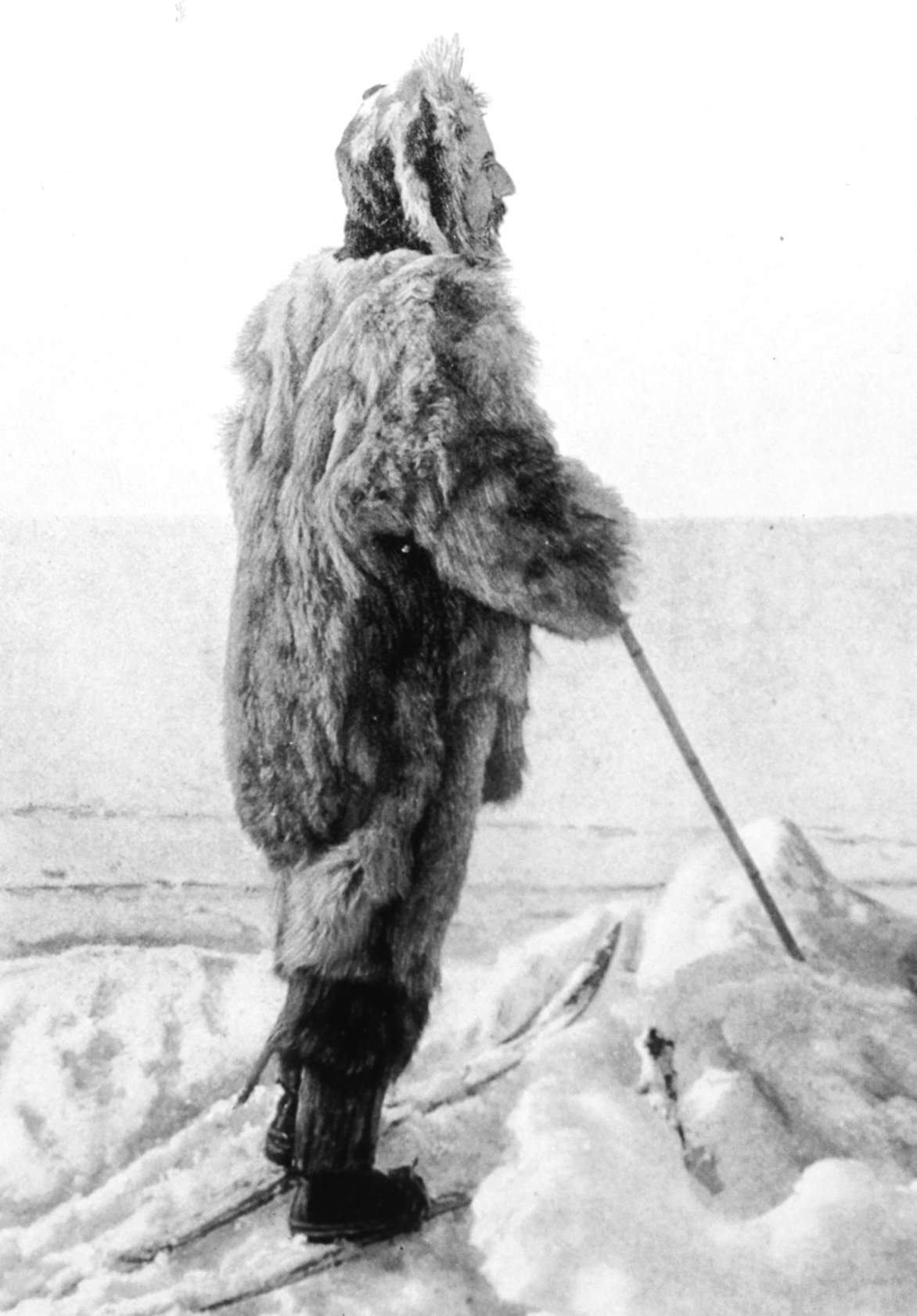
Roald Amundsen

De Fram was op 8 januari teruggekeerd naar de Bay of Whales na maandenlang oceanografisch onderzoek. Op 30 januari werd koers gezet naar Hobart Australië dat op 7 maart 1912 bereikt werd. Pas toen werd Admundsens succes bekendgemaakt.
Na zijn terugkeer begon Amundsen aan een grote lezingentournee die zijn Europese agent The Lecture Agency organiseerde, waarbij hij eerst Zweden, Denemarken en Duitsland aandeed. Op woensdag 13 november 1912 was hij op uitnodiging van het Aardrijkskundig Genootschap te gast in Antwerpen in België. Net de dag ervoor waren in de buurt van het depot One Ton Camp de bevroren lichamen gevonden van Scott en zijn twee metgezellen. Eerst werd Amundsen op de Meir ontvangen door Léonie Osterrieth, de grote mecenas van de Belgica-expeditie. Nadien werd de poolreiziger ontvangen op het stadhuis. 's Avonds om halfnegen was er een succesvolle lezing in de feestzaal van de Harmonie, een voordracht die hij overigens in het Frans hield en die opgeluisterd werd met lichtbeelden. Op 10 januari 1913 begon Amundsen in Washington D.C. aan een grote Amerikaanse tournee, die hem een half jaar lang door gans de Verenigde Staten en Canada zou voeren. Zo werd hij in 1913 de bestbetaalde spreker ter wereld.
Zijn reis beschreef hij in een boek dat in 1913 in Engelse vertaling verscheen: The South Pole: An Account of the Norwegian Antarctic Expedition in the Fram, 1910-1912. Een Nederlandse vertaling, Aan de Zuidpool, kwam in hetzelfde jaar uit.
In het Amsterdamse Concertgebouw heeft hij in 1912 uitvoerig gesproken over zijn reis naar de Zuidpool.

## Verdere leven
In 1918 begon Amundsen een expeditie met een nieuw schip, de Maud (medegefinancierd door het Noorse parlement), om de Noordoostelijke Doorvaart te bevaren. Op 16 juni vertrok het schip uit Tromsø. Bijna meteen kreeg het schip echter te kampen met verrassend krachtig drijfijs. Amundsen besloot daarop op 18 september om te overwinteren aan de noordkust van Siberië bij Kaap Tsjeljoeskin. De problemen stapelden zich echter op: eind september liep Amundsen een splinterbreuk op aan zijn linkerschouder bij een zware val. De wonden waren nog maar net geheeld of hij werd op 8 november aangevallen door een ijsberin, die hem vier diepe rugwonden toebracht. Op 10 december liep hij een koolstofmonoxidevergiftiging op tijdens zijn wetenschappelijke werkzaamheden. Volgens hemzelf was hij na enkele uren weer de oude, maar scheepsarts Oscar Wister zag dit toch anders: "Dat was een kwade geschiedenis, en zijn hart heeft zich er niet meer van hersteld".
Van een planmatige expeditie kon toen geen sprake meer zijn. Pas op 18 januari 1919 kon het schip weer uitbreken uit het ijs. Maar ook in de daaropvolgende maanden kwam het schip slechts langzaam vooruit. Op 23 september van dat jaar was Amundsen gedwongen opnieuw te overwinteren aan de kust van Siberië, ditmaal bij het eiland Ajon. Plannen om de noordpool per sleden te bereiken werden opgegeven. Amundsen besloot tijdens de tweede overwintering om alleen nog naar Alaska te varen met zijn schip en zich niet meer mee te laten voeren door het pakijs. Een aantal bemanningsleden bezochten en onderzochten de lokale bevolking van de Noord-Siberische kust en Amundsen verleende twee mannen toestemming om naar Dikson te reizen, maar zij kwamen onderweg om het leven. Pas begin maart 1920 wist de Maud weer aan het ijs te ontsnappen. Tegen die tijd was de motivatie bij alle teamleden gedaald tot een dieptepunt. Op 20 juli 1920 bereikte het schip uiteindelijk, na twee jaar, de haven van Nome in Alaska. Amundsen vloog vandaaruit naar Seattle, en de rest van de reis van de Maud verliep daarop zonder hem.
In 1925 vloog hij met Lincoln Ellsworth en vier anderen naar 87° 44' noordelijk in twee vliegtuigen. Het was de noordelijkste breedtegraad die ooit bereikt was met vliegtuigen. Het volgende jaar staken Amundsen, Ellsworth en de Italiaanse aeronautische ingenieur Umberto Nobile als eersten in het luchtschip Norge de Noordpool over. Ze verlieten Spitsbergen op 11 mei 1926, en landden twee dagen later in Alaska.
Amundsen verdween in 1928 bij een vliegtuigcrash in de Noordelijke IJszee, tijdens een reddingsmissie voor Nobile, die tijdens zijn tweede poolreis met de Italia gestrand was. Zijn vliegtuig werd nooit teruggevonden. In februari 2009 startte de Noorse Koninklijke Marine een nieuwe zoektocht naar het lichaam van Amundsen. Op 5 september 2009 werd bekend dat de marine niet in haar missie geslaagd was. Het lichaam van Amundsen is dus tot op heden niet gevonden.

## De Noordpool
In de loop van de twintigste eeuw is er steeds meer twijfel gerezen over de geldigheid van de beweringen van Cook en Peary. Van Cook wordt algemeen aangenomen dat hij de Noordpool nooit bereikt heeft, en over Peary bestaan ook zekere twijfels. Ook wordt betwijfeld of Byrds vliegtuigvlucht op 9 mei 1926 werkelijk de Pool bereikt heeft. Het is dan ook heel goed mogelijk dat Amundsen op 12 mei 1926, zonder het te weten, ook degene was die als eerste mens de Noordpool bereikte.